# 夜は巴里で
『夜は巴里で』(よるはパリで、Gold Diggers in Paris) は、1938年のアメリカ合衆国のワーナー・ブラザースによるミュージカル映画。
レイ・エンライトが監督し、バスビー・バークレーがミュージカル・シーンの振付および監督を務めた。ルディ・ヴァリー、ローズマリー・レイン、ヒュー・ハーバート、アレン・ジェンキンスが主演した。

## あらすじ
モーリス・ジロード(ヒュー・ハーバート)はパリで開催される国際ダンス・コンクールへの申し込みのためニューヨークにあるアカデミー・バレエ・オブ・アメリカに行く予定であったが、タクシーが誤って倒産目前のナイトクラブであるクラブ・バレエに連れていく。クラブのオーナーのテリー・ムーア(ルディ・ヴァリー)とデューク・デニス(アレン・ジェンキンス)は気落ちしていたが、モーリスの持つ書類を見て誤りに気付き金策を思いつく。大西洋を航行する船上のナイトクラブのショーにバレエを取り入れるため、バレエ講師のルイ・レオニ(フリッツ・フェルド)とその優秀な唯一の教え子であるケイ・モロウ(ローズマリー・レイン)を雇う。テリーはケイに魅了されるが、元妻モナ(グロリア・ディクソン)がやってきてケイと同室になり事態は複雑になる。
一方、本物のバレエ・カンパニーの校長であるパドリンスキー(クルト・ボウワ)は事情を把握し、船上のモーリスに電報を打ち、バレエ好きのパトロンでギャングであるマイク・クーガン(エドワード・ブロフィ)と共にパリに向かい、テリーとデュークを抹消しようとする。モーリスはテリーとデュークに騙されていたことを知り落胆する。腹話術師演じる犬がパドリンスキーこそが嘘をついていると語り、モーリスは自分を納得させる。
パリに到着し、コンテストの担当者のピエール・ルブレック(メルヴィル・クーパー)はクラブのショーのリハーサルの見学を申し入れ、デュークは友人となったギャングのクーガンにルブレックが諸悪の根源だと吹聴する。クーガンは後始末をしようとするが、誤ってレオニをやっつける。パドリンスキーがやってきて、クラブ関係者たちをコンテストから排除しようとするが、モナがクーガンとパドリンスキーを船に乗せて追い出し、クラブのカンパニーが優勝する。

## キャスト
- テリー・ムーア：ルディ・ヴァリー
- ケイ・モロウ：ローズマリー・レイン
- モーリス・ジロード：ヒュー・ハーバート
- デューク・デニス：アレン・ジェンキンス
- モナ：グロリア・ディクソン
- ピエール・ルブレック：メルヴィル・クーパー
- ルティシア：メイベル・トッド
- ルイ・レオニ：フリッツ・フェルド
- パドリンスキー：クルト・ボウワ
- マイク・クーガン：エドワード・ブロフィ
- ドアマン：エディ・ロチェスター・アンダーソン
- 本人役：シュニッケルフリッツ・バンド

特記:
- キャロル・ランディス、ペギー・モラン、ダイアナ・ルイスがゴールド・ディガースとして登場する。

## 制作
1923年の失われたサイレント映画『百花笑えば』、1929年の部分的に失われた映画『ブロードウェイ黄金時代』、バークレーの豪華なミュージカル・シーンが話題となった1933年の『ゴールド・ディガース』、1935年の『ゴールド・ディガース36年』、1937年の『踊る三十七年』に続き、ワーナー・ブラザースの『ゴールド・ディガース』シリーズ6作目で最後の作品となった。マジェスティック・ピクチャーズは「ゴールド・ディガース」のコンセプトを利用しようとしたが、ワーナー・ブラザースはこれを法的に阻止し、『夜は巴里で』の撮影および公開によって「ゴールド・ディガース」シリーズをワーナー・ブラザースのトレードマークとしたとされる。
1938年1月から3月、カリフォルニア州バーバンクにあるワーナー・ブラザースのスタジオで制作された。6月1日、ニューヨークでプレミア公開された。

## 楽曲
この頃のワーナー・ブラザースのミュージカルの定番通り、豪華なミュージカル・シーンがバークレーにより構想、制作、演出、監督された。
本作の楽曲の多くは、「ゴールド・ディガース」シリーズおよびワーナー・ブラザースの他のミュージカルの多くの楽曲を手がけたハリー・ウォレンとアル・ダビンのチームにより作詞作曲された。「I Wanna Go Back to Bal」、のちにペペ・ル・ピューをメインとしたワーナー・ブラザースのアニメで度々使用された「Latin Quarter」、「Let's Drink to a Dream」、「Put That Down in Writing」、「Stranger in Paree」、「Waltz of the Flowers」がこの2人によって本作のために作曲された。さらにウォレンはジョニー・マーサーの作詞で「My Adventure」、「Daydreaming All Night Long」を作曲した。

### シュニッケルフリッツ・バンド
コメディ・ミュージックのシュニッケルフリッツ・バンド(「Schnickelfritz」はドイツ語のスラングで「ばかな仲間」を意味する)が本作でコミックソングを演奏した。木管奏者のフレディ・フィッシャーの歌唱をメインに、「Colonel Corn」がこのバンドのために作曲された。スタンリー・フリッツ(トロンボーン、ドラム、ジャグ、ウォッシュボード)、ネルズ・ラークソ(コルネット、トランペット)、ポール・クーパー(ピアノ、編曲)、ケネス・トリクソ(ドラム)、チャールズ・コーニグ(ウッドベース、チューバ)で構成されていた。トランペット奏者のネルズ・ラークソは脱退してコーン・コブラーズに加入し、のちにスパイク・ジョーンズのシティ・スリッカーズで活躍することとなるジョージ・ロックが加入した。デッカ・レコードに所属して「全米で最も品のないバンド」と謳われ、ミネソタ州セントポールにてルディ・ヴァリーのエージェントが演奏を見たことによりハリウッドに進出した。
ハリウッドに到着する頃には映画はほぼ完成しており、バンドの出演シーンは後から挿入された。撮影直後にバンドは解散し、フリッツが数名のメンバーと共にコーン・コブラーズを結成して東に向かい、フィッシャーはハリウッドに留まり、本作の曲名を基にした「The Original Colonel of Corn」と謳うナイトクラブを開業した。以降、シュニッケルフリッツ・バンドとして他の映画作品に出演することはなかったが、フィッシャーはバンド・リーダー役でいくつかの映画に出演した。